# Leucospis insularis
Leucospis insularis är en stekelart som beskrevs av Kirby 1900. Leucospis insularis ingår i släktet Leucospis och familjen Leucospidae. Inga underarter finns listade i Catalogue of Life.